# Tarlton (Ohio)
Tarlton – wieś w Stanach Zjednoczonych, w stanie Ohio, w hrabstwie Pickaway.